# کریستیان فر
کریستیان فر (انگلیسی: Christian Furr؛ زادهٔ ۱۹۶۶ میلادی) نقاش اهل بریتانیا است. در سال ۱۹۹۵ از او درخواست شد تا چهره ملکه الیزابت دوم را نقاشی کند.

## تحصیل
فِر در مدرسه ابتدایی لیدی‌ماونت در هزوال و کالج سنت انسلم در برکن‌هد تحصیل کرد. او بعداً یک دورهٔ مقدماتی را در کالج متروپولیتن ویرال گذراند و سپس در دانشگاه دولتی دی‌مونتفورت واقع در لستر در رشته هنرهای زیبا تحصیل کرد.

## شغل
در سال ۱۹۹۵، در سن ۲۸ سالگی، او از سوی «اتحادیه سلطنتی فرامرزی» مأمور شد تا پرتره‌ای از ملکه الیزابت دوم نقاشی کند. ملکه، فِر را از میان چندین هنرمند انتخاب کرد و این پرتره در کاخ باکینگهام کشیده شد. این پرتره به‌صورت دائمی در مقر اصلی اتحادیه سلطنتی فرامرزی در لندن به نمایش گذاشته شده و برای عموم قابل بازدید است. در سال ۲۰۰۲، فِر پرتره‌ای از کاردینال کورمک مورفی اوکانر برای کلیسای جامع وست‌مینستر کشید، همراه با اسقف پاتریک اودوناهیو و اسقف جُرج استک.
در سال ۲۰۰۵، شرکت بریتویک از فر خواست تا تابلویی به مناسبت هفتاد سالگی نوشیدنی رابینسونز در مسابقات قهرمانی تنیس ویمبلدون روی زمین اصلی ورزشگاه سنتر کورت طراحی کند. این بوم عظیم که تیم هنمن و فرد پری را به تصویر می‌کشید، با مشارکت بیش از هزار نفر در ویمبلدون تکمیل شد. نسخه اصلی این اثر در دفتر مرکزی بریتویک در بریتانیا نگهداری می‌شود. در سال ۲۰۰۸، او مأمور شد تا پرتره‌ای از سلطان بن عبدالعزیز آل سعود نقاشی کند.
در سال ۲۰۱۰، فر همراه با رئیس هیئت‌مدیره، نسخه‌ای چاپی از پرتره‌اش از ملکه را در باشگاه اکسنتریک به شاهزاده فیلیپ، دوک ادینبرو تقدیم کرد. در نوامبر ۲۰۱۲، فر به‌عنوان هنرمند و نمایشگاه‌گردان، در نمایشگاه هنری «عشق لیورپول» در موزه جدید لیورپول شرکت کرد؛ این نمایشگاه به نفع آسایشگاه کلر هاوس برگزار شد. این نمایشگاه شامل آثاری از یوکو اونو، سِر پیتر بلیک، دیوید مچ و بسیاری از هنرمندان برجسته صحنه هنر و موسیقی بود.
در سال ۲۰۱۳، فِر نمایشگاهی از آثار نئون برگزار کرد که با همکاری کریس بریسی فقید خلق شده بود. این مجموعه با عنوان «مجموعه نئون زنده‌ماندن» به نمایش درآمد.
در سال ۲۰۱۴، او به عضویت مؤسسه خیریه عمومی هنرمندان (AGBI) درآمد؛ قدیمی‌ترین نهاد خیریه در بریتانیا که توسط جی.ام. دبلیو. ترنر بنیان‌گذاری شده است. فِر پرتره‌ای از توماس فن اشتراوبنزی و بانو ملیسا پرسی را تکمیل کرد که در همان سال در باشگاه هنری چلسی رونمایی شد.
در سال ۲۰۱۵، او به‌عنوان عضو انجمن سلطنتی هنر انتخاب شد. آثار او در مجموعه‌های برجسته‌ای در سطح جهانی به چشم می‌خورند، از جمله در ۴۵ پارک لین، بخشی از مجموعه هتل‌های دورچستر.
در سال ۲۰۱۶، فِر با ابراز نگرانی نسبت به انحصار استفاده آنیش کاپور از رنگ وانتابلک، که به‌عنوان «سیاه‌ترین سیاه» شناخته می‌شود، توجه رسانه‌ها را به خود جلب کرد. فِر پس از دیدن گزارشی در شبکه بی‌بی‌سی، قصد داشت از وانتابلک در مجموعه‌ای از نقاشی‌ها با عنوان «حیوانات» استفاده کند.
در سال ۲۰۱۷، فر با ابودیا (عبدالله دیاراسوبا)، هنرمند معاصر آمریکایی-ساحل‌عاجی، همکاری کرد و آثاری میان نیویورک، لندن و آبیجان خلق کردند.
در همان سال، فر با گِرِد منکویتز، عکاس انگلیسی، در مجموعه‌ای با عنوان «۴۵ دور در دقیقه» همکاری کرد؛ این مجموعه بازآفرینی هنری آرشیو عکاسی منکویتز بود و شامل نقاشی‌هایی از رولینگ استونز، کیت بوش، جیمی هندریکس و مرین فیث‌فول بود. مجموعه نقاشی‌های پنیر فِر که از سال ۲۰۰۵ آغاز شده بود، در سال ۲۰۱۷ در بخش فرهنگی بی‌بی‌سی معرفی شد.
در سال ۲۰۱۸، فِر رنگ سیاهِ فوق‌العاده‌ای را که خود آغازگر آن بود، در موزه علوم لندن رونمایی کرد؛ این رنگ توسط دانشمندان امپریال کالج لندن، هین چون یو و فرانسوا د لوکا توسعه یافته بود. «۷سیاه» در یک اثر نئون به شکل یک عینک با عنوان «چشم سیاه – بینایی سوم» به کار رفت. فر اعلام کرد که این جسم سیاه برای هر هنرمندی که بخواهد از آن استفاده کند، در دسترس خواهد بود.
در سال ۲۰۱۹، فِر به‌عنوان سفیر فرهنگی کلان‌شهر مستقل ویرال منصوب شد و نمایشگاه مرور آثار میانسالی خود را در نگارخانه و موزه هنر ویلیامسون برگزار کرد.
در سال ۲۰۲۲، فر از سوی هتل دورچستر در پارک لین مأمور شد تا یک تابلوی رنگ‌روغن به طول ۲٫۷ متر با موضوع دریاچه سِرپنتاین و هاید پارک خلق کند.

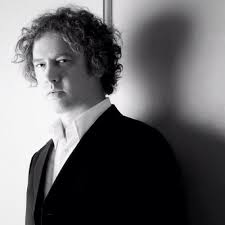
تصویری از کریستیان فر (تاریخ عکس نامشخص)

در سال ۲۰۲۳، فر مأمور شد تا بزرگ‌ترین تابلوی خود را برای هتل سنگاپور اِدیشن در جاده اورچارد، سنگاپور نقاشی کند. این اثر با عنوان «ورود» یک نقاشی آکریلیک و رنگ‌روغن به ابعاد ۳ در ۴ متر بر بوم است که شبیه به یک تَپِستری طراحی شده و تصویر خیالی ورود نخستین مهاجران به سنگاپور در قرن نوزدهم را به تصویر می‌کشد.

## جوایز
- در سال ۱۹۹۱، فر موفق به دریافت کمک‌هزینه بنیاد الیزابت گرین‌شیلدز شد.[۲۰]
- در سال ۱۹۹۳، برنده جایزه هنرمند جوان وینزور و نیوتن از مؤسسه ROI شد.[۲۰]
- در سال ۲۰۰۴، فر همراه با استیون فرای، موفق به دریافت نشان طلایی انجمن کالج‌ها شد؛[۲۱] این جایزه در مجلس عوام بریتانیا به فارغ‌التحصیلان آموزش عالی اهدا می‌شود که در حوزه تخصصی خود به موفقیت‌های برجسته‌ای دست یافته‌اند.[۲۱] از برندگان پیشین این جایزه می‌توان به جیمی الیور و جیمی چو اشاره کرد.[۳]